# Босански крсташки рат
Босански крсташки рат био је крсташки поход угарске војске на територију Босне, против неодређених јеретика у периоду од 1235. до 1241. године. У ствари, то је био угарски освајачки рат против Бановине Босне одобрен као крсташки рат. Предвођени херцегом Коломаном, крсташи су успјели освојити само периферне дијелове земље. Пратили су их доминиканци, који су изградили католичку катедралу и осуђивали наводне јеретике на смрт спаљивањем. Крсташки рат нагло је прекинут када су Угарску напали Татари. Крсташи су били приморани да се повуку, са њима и Коломан, како би се борили против нападача. Касније папе су позивале на још крсташких ратова против Босне, али до поновног рата није дошло.

## Позадина
Било је неколико позива на крсташки рат против бановине Босне, земље за коју су православни и католички сусједи сматрали да обилује јереси. Први крсташки рат спријечен је у априлу 1203. године, када је српски бан Кулин обећао да ће хришћанство практиковати према римокатоличким обредима и признати духовни примат папе. Бан Кулин је такође поново потврдио свјетовни примат угарских краљева над Босном. Међутим, у стварности је незавиност Цркве босанске и Бановине Босне наставила да расте.
На врхунцу Катарског крсташког рата који је вођен против француских Катара двадесетих година 13. вијека, колала је гласина да је „катарски антипапа”, познат као Никита, боравио у Босни. Никада је било познато да ли је Никита заиста постојао, али је сусједна Угарска искористила ширење гласина како би се поново прогласили сизереном Босне, која је постајала све независнија. Босна је оптужена за саосјећајност према богумилима, хришћанској секти сличној катарима и дуалистима. Година 1221, забринутост је коначно навела папу Хонорија III да позове на крсташки рат против босанских хришћана. Позив је поновио 1225. године, али су унутрашњи проблеми спријечили Угарску да се одазове позиву. Његов насљедник, папа Гргур IX, оптужио је католичког босанског бискупа за пружање уточишта јеретицима, као и за неписменост, симонију, незнање тринитарне формуле и неуспјешно слављење мисе и сакрамента. Разрјешен је дужности 1233. године и на његово мјесто је постављен њемачки доминикански прелат, Јохан фон Вилдезхаузен, први небосански бискуп Босне. Исте године, бан Матеј Нинослав је напустио неодређену јерес, али то није задовољило Гргура.

## Сукоб
Папа Гргур IX је 1234. године поново позвао на крсташки рат и тај пут се Угарска спремно одазвала. Иако Црква босанска није ни имала времена да се усклади са Римом, крсташки рат је Угарској послужио као одличан изговор за ширење свог ауторитета. Папа Гргур је могућим крсташима обећао опроштај гријехова, а спровођење војне акције је повјерио Коломану, млађем сину Андрије II и брату Беле IV. Коломан и његови сљедбеници били су под заштитом Свете столице. У писмима која је папа послао Коломану и босанском католичком бискупу ни непријатељи ни циљана регија нису конкретно наведени. Навео је „Славонију”, споменувши „босанске земље” само у писму бискупу. Уопштено се сматра да је под „Славонијом” мислио на Босну и њену околину, славенске земље или чак управо Славонију. Међутим, чињеница да је босански бискуп обавијештен доказује да се циљала Босна. Чини се да је војна акција проведена против Босне и православних уопштено, будући да се спомињу само „јеретици”; један извор указује на то да је крижарски рат био усмјерен против дуалиста.
Активне борбе су почеле 1235. године, али је угарска војска у Босну стигла тек три године касније. Кашњење је можда изазвано народним отпором на сјеверу земље, наиме у Солима, гдје је планински терен омогућио „многим јеретицима” олакшао одбрану од крсташа. Папа Гргур је у августу 1236. наредио крсташима да не ометају сродника Матеја Нинослава, Себислава, кнеза Усоре, или његову мајку, „добре католике” међу јеретичким племством, „љиљане међу трњем”. Врхбосна је пала 1236. године, када су доминиканци, који су слиједили крсташе, саградили катедралу. Међутим, крсташи нису успјели освојити читаву Босну, будући да је Матеј Нинослав и даље био бан у средишњим дијеловима своје државе, гдје доминиканци никада нису ступили. Тај ред преузео је контролу над Католичком црквом у Босни, коју је сада предводио нови бискуп, Мађар по имену Понзал. Доминиканци су забиљежили "да су неки јеретици спаљени на ломачи", али се чини да нису открили ништа о природи те јереси. Крижари су потом или дошли све до Захумља на југу или су намјеравали то учинити.
Монголска инвазија Европе 1241. године спасила је Босну. Татари су под Бату-каном, након потчињавања и пустошења Кијевске Русије, напали Угарску. Угарске трупе биле су присиљене повући се из Босне и суочити се са освајачима. Већи дио њихове војске уништен је у Бици на ријеци Шају; Коломан, предводник крсташа, био је међу убијенима. Татари су опљачкали Далмацију, Хрватску, Зету, Србију и Бугарску. Њихов напад показао се катастрофалним за читав Балкан осим Босне. Крсташи су били уништени и никада се нису вратили. Босна је вратила окупиране територије и одржала свој ниво независности, након онога што се показало угарским агресорским ратом одобреног у облику крсташког рата.

## Посљедице и насљеђе
Пријетња нових вјерских прогона вратила се неколико година након рата. Папа Иноћентије IV почео је позивати Угарску на ппредузимање још једног крсташког рата крајем 1246. и 1247. године и чинили су се спремнима за то. Матеј Нинослав тврдио је да је сарађивао са јеретицима само да би одбранио Босну од угарских освајача. Изгледа да је увјерио Иноћентија, који је обуставио крсташки рат у марту 1248. године. Папе Бенедикт XII и Урбан V су поново позивали на крсташки рат 1337—1338. и 1367. године, али под потпуно другачијим политичким околностима. Угарском је владала нова династија, Анжувинци, која је подржавала Котроманиће као владаре Босне. Угарски краљ Карло Роберт је једном изјавио да ће се било који Угар који нападне Босну, под владавином његовог пријатеља Стефана II, сматрати издајицом. Једини значајан утицај Босанског крсташког рата било је повећавање антиугарског осјећаја међу становништвом Босне, што је био велики фактор у босанској политици који је допринио паду Босне под османску власт 1463. године и трајао је дуго након њега.